# 泣きながら
「泣きながら」（なきながら、原題：Llorando se fue）は、フォルクローレの代表的な曲の一つ。

## 概要
1981年発表の曲である。ボリビアのフォルクローレのグループ、ロス・カルカスのメンバーだったウリーセス・エルモーサ（Ulises Hermosa）の作詞・作曲による。原題の意味は「泣きながら、あなたは去った」である。歌詞の内容は、失恋した人の独白である。元々の歌詞はスペイン語である。ロス・カルカスの初期の代表曲であったが、後に別グループによって、世界的認知度が高まる。
フランスのグループでブラジル人を中心とする楽団のカオマ（Kaoma）が、著作権者の許可もなく、アップテンポ調の編曲でポルトガル語の歌詞をつけたものが、"Chorando se foi"（泣きながら、あなたは去った）という題名でヒットし、ランバダの曲として世界的に知名度を高めた。著作権侵害問題では、ロス・カルカス側が提訴し、カオマ側が著作権料を支払うということで決着している。

## 石井明美のカバー
日本では、麻木かおるの訳詞によって「ランバダ」と題して石井明美がカバーした。1990年3月23日・5月4日・8月10日にテレビ朝日系の音楽番組『ミュージックステーション』にて歌唱した。最高位は16位ながら14万枚を売り上げるヒットを記録した。

### 収録曲
| #         | タイトル     | 作詞                                  | 作曲              | 編曲      | 時間 |
| --------- | ------------ | ------------------------------------- | ----------------- | --------- | ---- |
| 1.        | 「ランバダ」 | Chico de Oliveira（訳詞：麻木かおる） | Chico de Oliveira | 森村献    | 4:07 |
| 2.        | 「Don't」    | 荒木とよひさ                          | 都志見隆          | 川口真    | 4:26 |
| 合計時間: | 合計時間:    | 合計時間:                             | 合計時間:         | 合計時間: | 8:33 |

### 収録アルバム
ランバダ
- 『熱帯夜』
- 『ザ・ベスト〜CHA-CHA-CHA〜ランバダ』
- 『シングル・コレクション』
- 『GOLDEN J-POP/THE BEST 石井明美』
- 『ゴールデン☆ベスト 石井明美』
- 『石井明美＆森川由加里 ゴールデン☆ベスト』

『Don't』
- 『熱帯夜』

## その他のカバー
- ロス・カルカス
- カオマ
- ジェニファー・ロペス
- 加藤登紀子（訳詞:加藤登紀子）
- 内海みゆき（訳詞:湯川れい子）
- やや（訳詞:湯川れい子）
- 日原麻貴（訳詞:湯川れい子）
- ドン・オマール
- 宗次郎（1994年 アルバム『鳥の歌』収録）